# 秋尾園

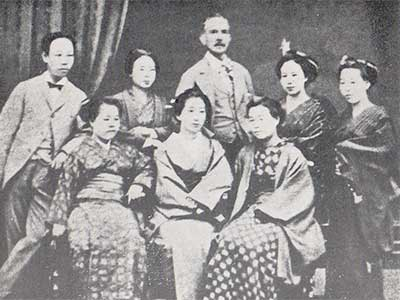
工部美術学校フォンタネージ送別写真。右端が秋尾園。

秋尾 園（あきお その、文久3年（1863年） - 1929年（昭和4年）11月5日）は明治時代の洋画家。工部美術学校女子生徒6人の1人。写真師中島待乳と結婚し、幻灯機製作に携わった。

## 生涯
文久3年（1863年）沼田藩士秋尾利義とマツの三女として生まれた。1873年（明治6年）父利義は陸軍士官学校で馬術を教えたが、同僚に洋画家川上冬崖・小山正太郎がおり、ここで洋画と接点を持ったと思われる。また、浮世絵を学んだ形跡もあり、フェリス女学校で英語を学んだこともあった。
1876年（明治9年）12月14日工部美術学校に女子入学規定ができると間もなく入学し、幾何学・遠近法・飾画（かざりえ）・論理影法・模写・写生等を学んだ。他の女子生徒には山下りん、神中糸子、大鳥雛、山室政、川路花がいたが、園は最年少で、1877年（明治10年）の「画学生進歩表」では第二級の成績を収めている。
1880年（明治13年）写真師中島待乳と結婚し、退学した。結婚後は待乳の幻灯機製造を助け、彩色・下絵の製作に従事した。晩年は牛込区弁天町に住み、1929年（昭和4年）11月5日死去し、多磨霊園に葬られた。戒名は順福院勧善玅貞日園大姉。

## 親族
- 父：秋尾利義 - 沼田藩士、幕府陸軍馬術指南役、帝国陸軍馬術教官[1]。
- 母：マツ[1]
  - 姉：サワ[2]
  - 姉：フミ[2]
    - 甥：鈴木定次 - 小西六で感光剤・フラッシュを研究[1]。

  - 兄：轍之進 – 夭折[2]。
  - 妹：キヨ[2]
  - 妹：イト[2]
  - 弟：秋尾新六 - 在家日蓮宗浄風会創立者[2]。
- 養子・甥：勲 – 新六の次男[2]。戦時中陸軍工兵大尉として航空写真に従事し[2]。シベリア抑留、自衛隊勤務を経て、事業を始めるも失敗し、1956年（昭和31年）家蔵品を散佚させた[1]。